# بي إم دبليو اف 800 آر
بي إم دبليو اف 800آر(بالإنجليزية: BMW F800R)‏ هي دراجة نارية من تصنيع بي إم دبليو.